# 웬디 카를로스

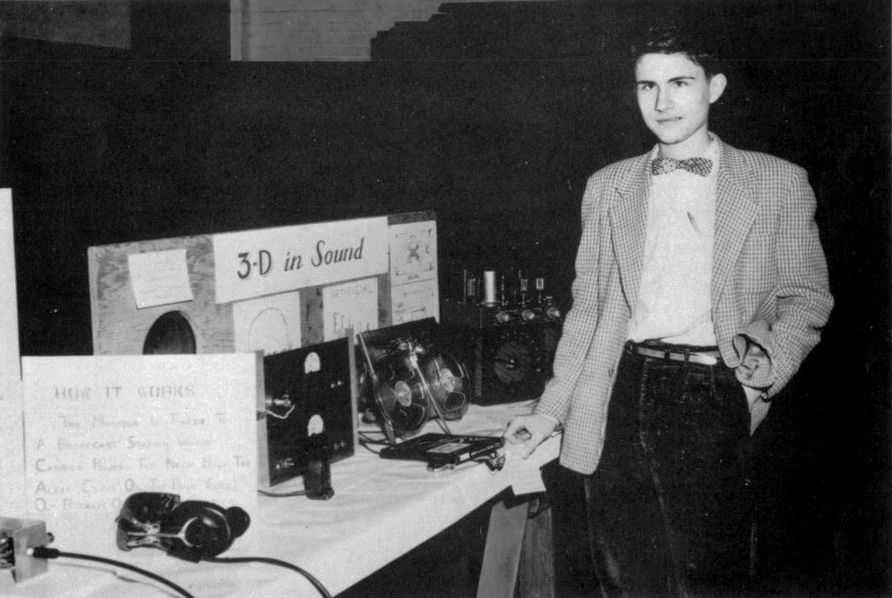

웬디 카를로스(영어: Wendy Carlos 웬디 칼로스[*], 원래 이름은 Walter Carlos, 1939년 11월 14일 ~)는 전자 음악과 영화 음악으로 가장 잘 알려진 미국의 음악가이자 작곡가이다.
로드 아일랜드에서 태어나고 자랐고 브라운 대학교에서 물리학과 음악을 공부한 후 1962년 컬럼비아 대학교에서 음악 작곡을 공부하기 위해 뉴욕으로 이사했다. 다양한 전자 음악가 및 기술자와 함께 공부하고 작업하면서 로버트 모그의 최초 상용 키보드 악기인 모그 신시사이저의 개발을 도왔다.
모그 신시사이저로 연주한 음악 앨범(1968)으로 두각을 나타냈으며, 이 앨범은 1970년대 신시사이저의 사용을 대중화하는 데 도움이 되었고 세 번의 그래미상을 수상했다. 그것의 상업적 성공은 더 합성된 클래식 음악 각색, 실험 및 주변 음악을 포함하여 여러 앨범을 더 만들었다. 그녀는 두 개의 큐브릭 영화인 시계태엽 오렌지(1971)와 샤이닝(1980)의 음악을 작곡했으며 월트 디즈니 컴퍼니의 트론(1982)을 위해  작곡했다.
1979년 카를로스는 적어도 1968년부터 여성으로 살아왔고 1972년 성전환 수술을 받았다고 하여 트랜스젠더 문제에 대한 대중의 인식을 높였다.

## 참고 자료
- Sewell, Amanda (2022). 《Wendy Carlos: A Biography》. Oxford University Press. doi:10.1093/oso/9780190053468.001.0001. ISBN 9780190053468. OCLC 1152596270.